# Музей історії медицини Галичини імені Мар'яна Панчишина
Музей історії медицини Галичини імені Мар'яна Панчишина — музей у Львові, на вулиці Кармелюка, 3. Розташований у будинку, де в 1925—1943 роках мешкав лікар Мар'ян Панчишин. Музей було відкрито в серпні 1990 року.

## Завдання музею
- Просвітницька робота серед студентів Львівського медичного університету та інших медичних закладів;
- Висвітлення історії Львівського медичного університету та історії українських медиків, які жили та працювали в Галичині.

## Постійні виставки
- Меморіальна кімната професора Мар'яна Панчишина (з автентичними меблями та особистими речами, зокрема 16 книжок з бібліотеки М. Панчишина, які врятував від знищення в 1944 році професор Степан Мартинів);
- Львівський медичний університет: минуле і сучасність
- Історія Українського (таємного) університету у Львові;
- Медики Галичини — учасники визвольних змагань;
- Історія Українського лікарського товариства у Львові;
- Історія шпиталю «Народна лічниця» у Львові;
- Історія та діяльність державного секретаря ЗУНР, лікаря Івана Куровця;
- Історія Українського Червоного Хреста;
- Виставка лікарського інструментарію і медикаментів (кін. ХІХ ст. — 1-ї пол. ХХ ст.);
- Виставка давньої медичної літератури (кін. ХІХ — поч. ХХ ст.).

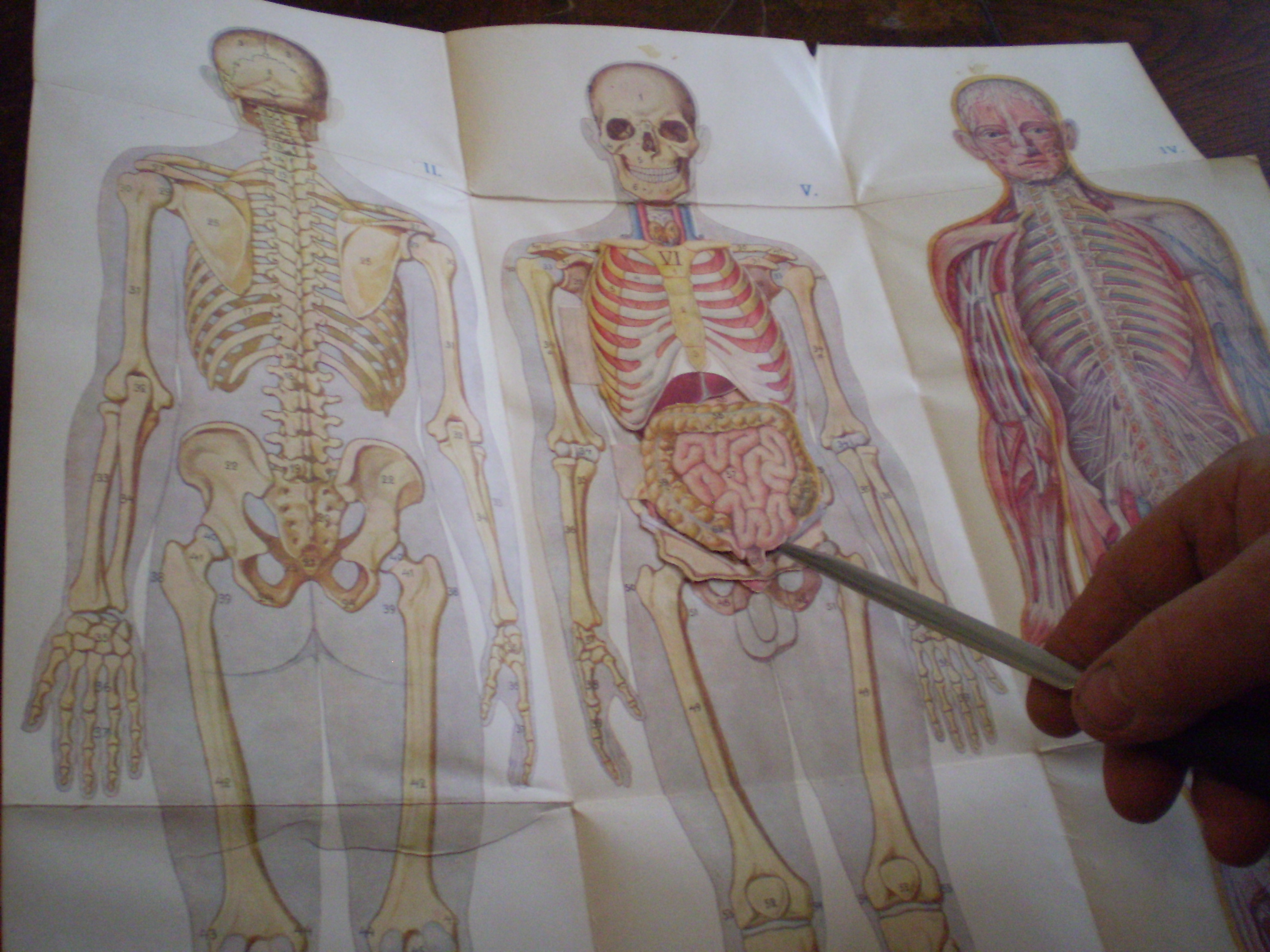
Анатомічний атлас (кін. ХІХ ст.)
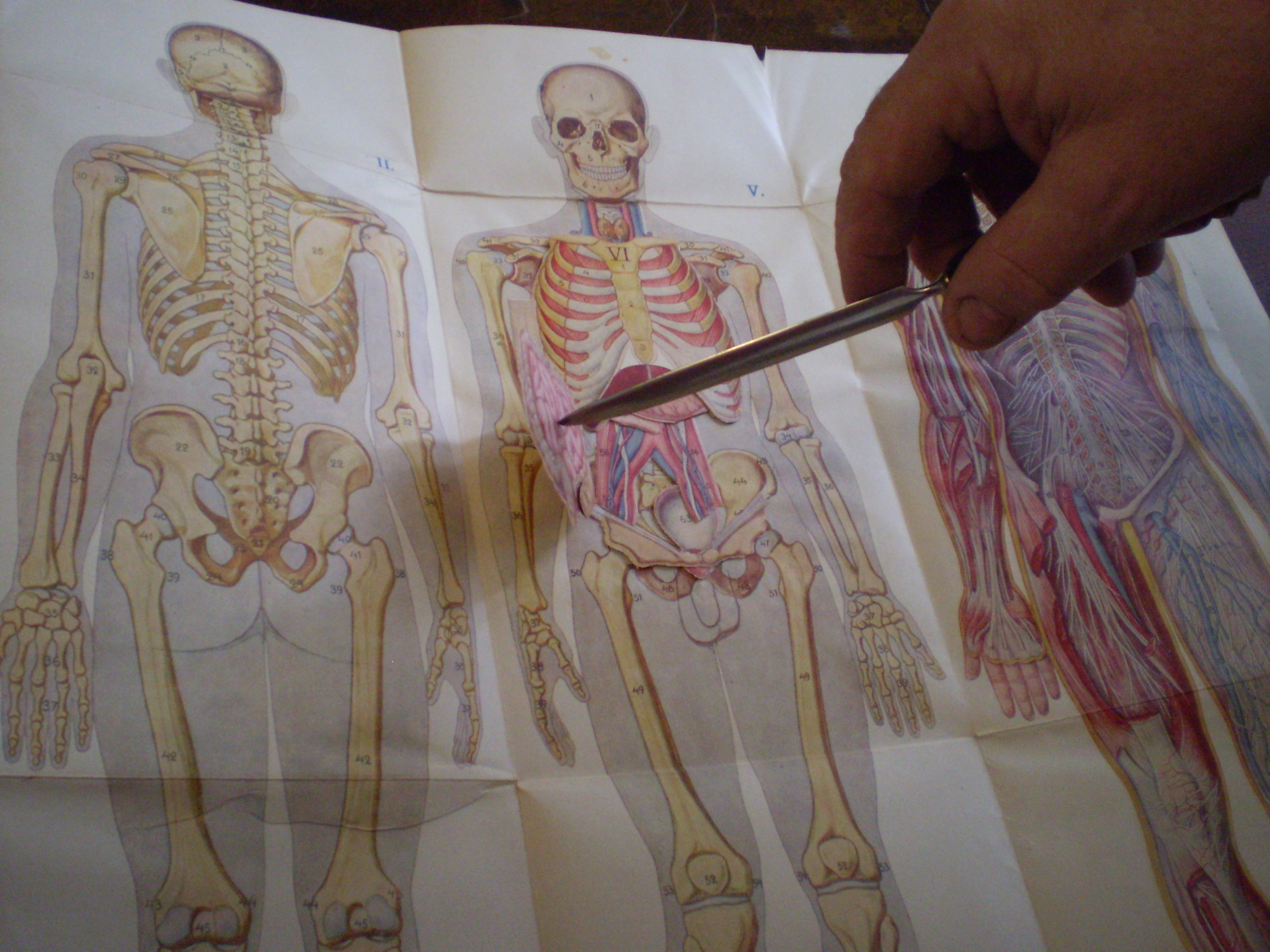
Анатомічний атлас (кін. ХІХ ст.)
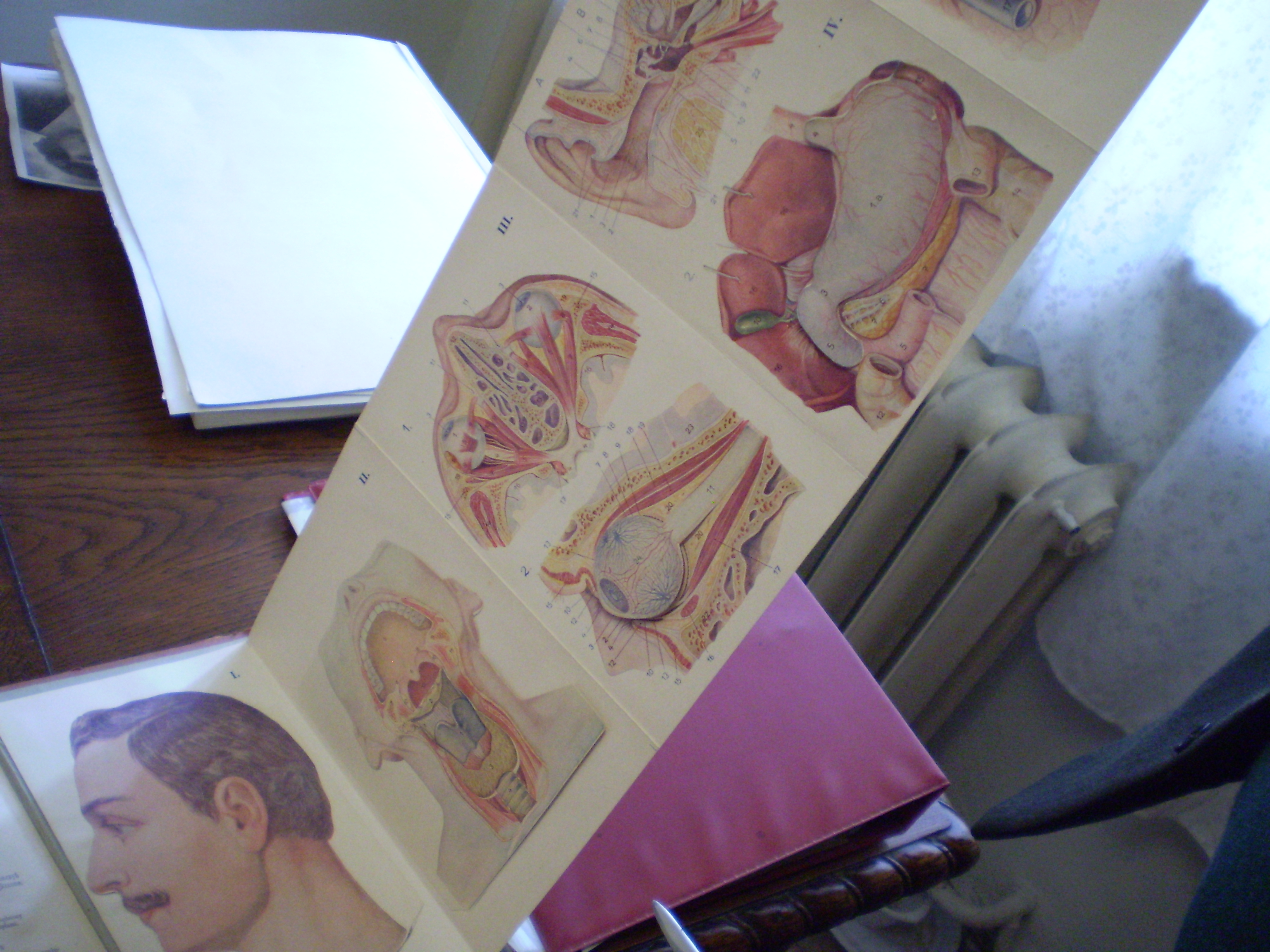
Анатомічний атлас (кін. ХІХ ст.)
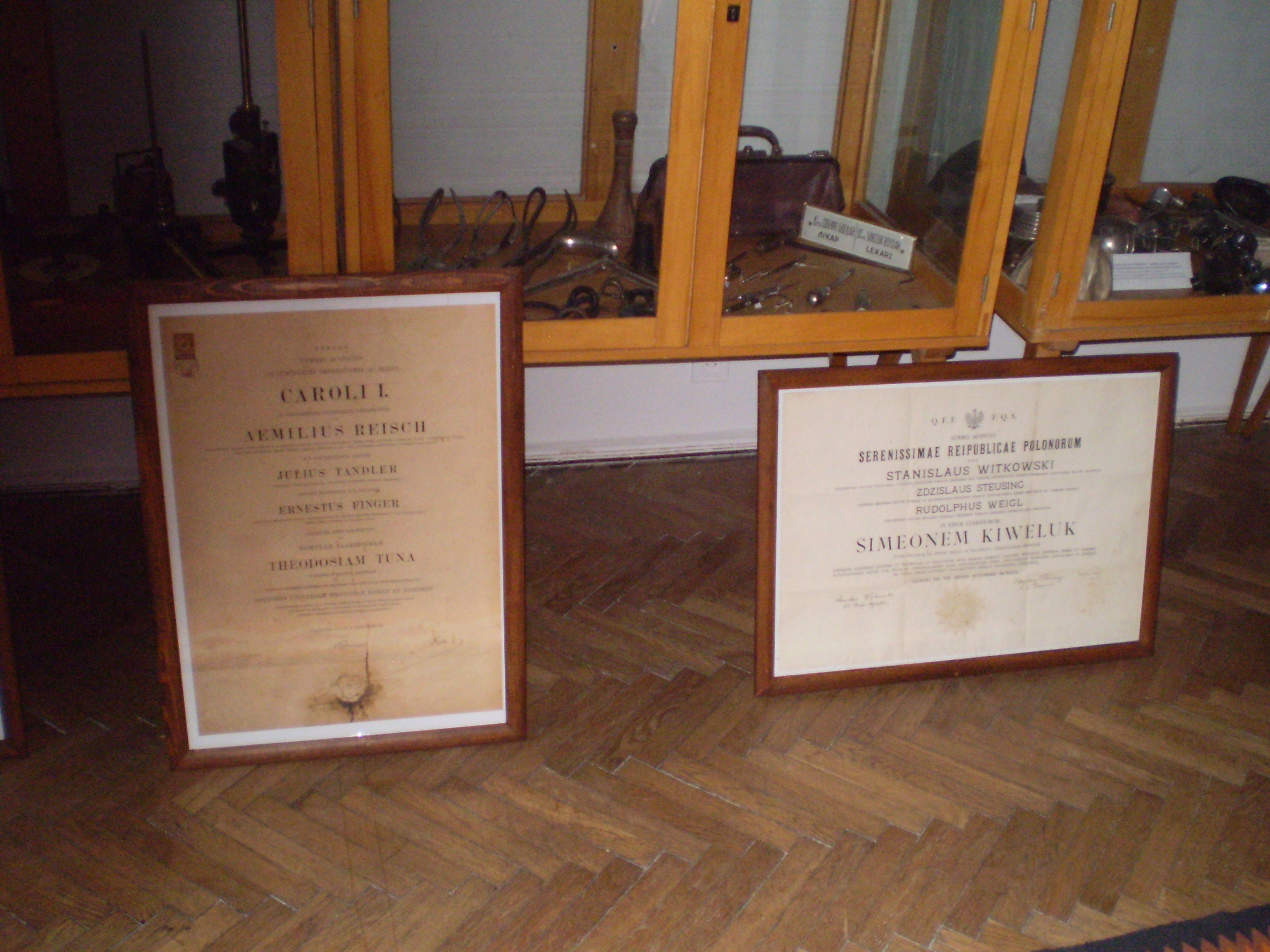
Дипломи лікарів (кін. ХІХ — 1-ї пол. ХХ ст.)
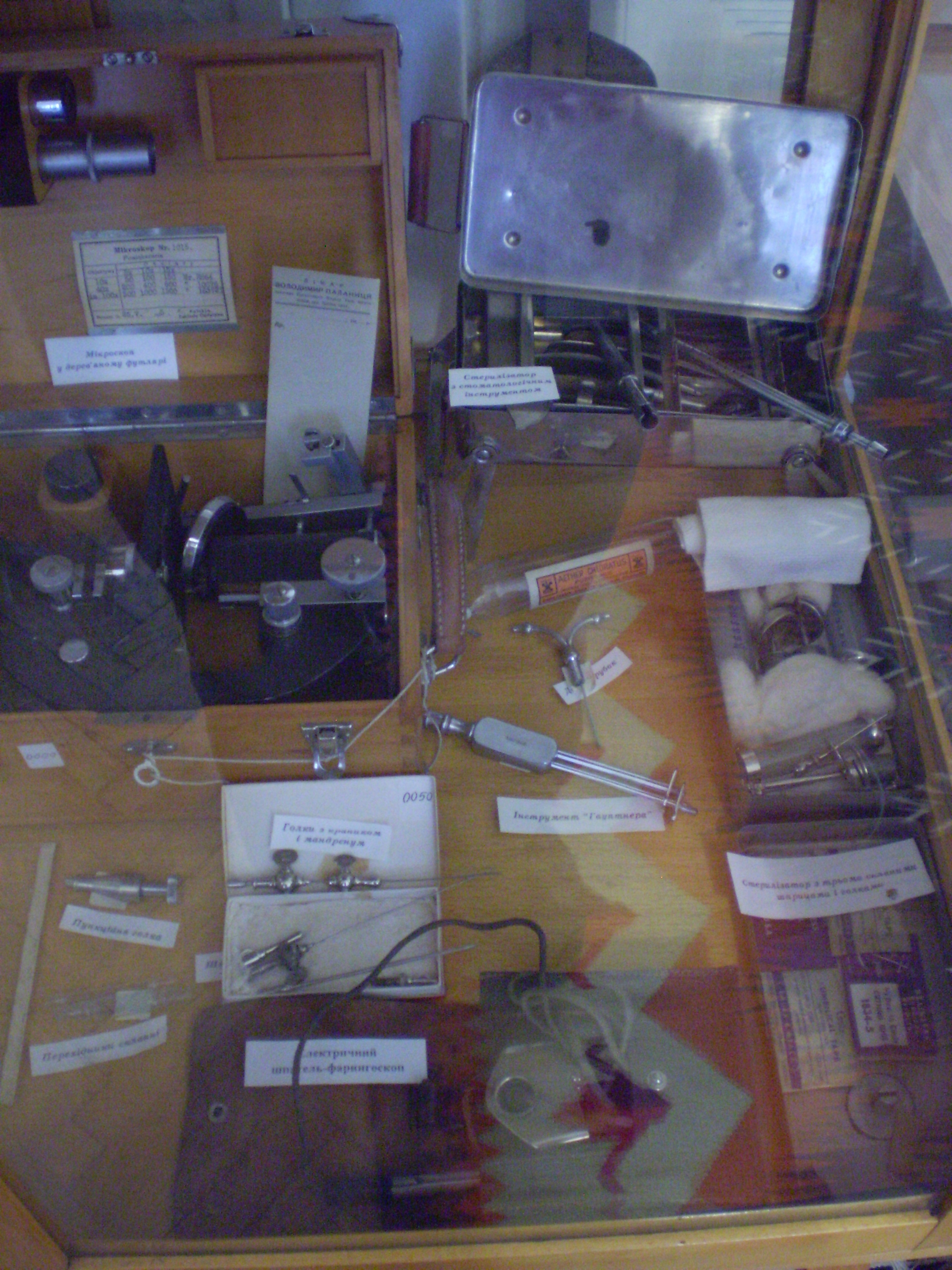
Набори медичних інструментів (кін. ХІХ — 1-ї пол. ХХ ст.)
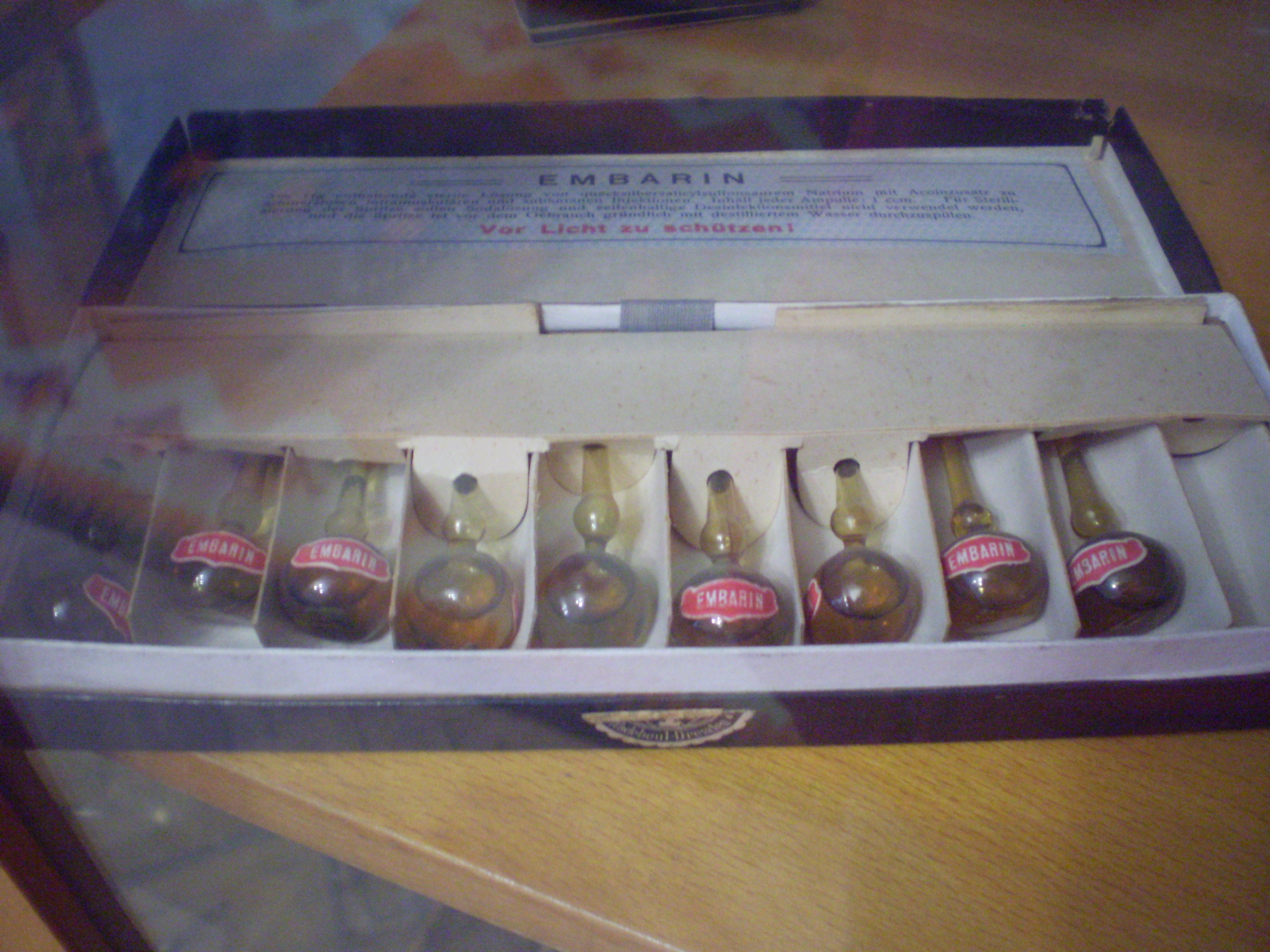
Естетика ампул і упакування (кін. ХІХ — 1-ї пол. ХХ ст.)

## Історія музею
У червні 1990 року виникає ідея створення музею. Його експонати мали розповідати про лікарів — членів Українського Лікарського Товариства у Львові, які своєю діяльністю зробили вагомий внесок у розвиток української медицини.
Ініціатива Українського Лікарського Товариства щодо створення музею була підтримана міською владою. Для розміщення музейної експозиції була надана в оренду вілла професора Мар'яна Панчишина, в якій він проживав з 1925 до 1943 року.
У серпні 1990 року директор Національного музею Андрій Новаківський дав дозвіл на розміщення експозиції музею історії медицини Галичини на другому поверсі будинку. У 1992 році за рішенням Львівської міської ради, віллу передано в оренду Українському лікарському товариству у Львові для створення тут експозиції Музею історії медицини імені Мар'яна Панчишина.

## Будівля музею
Для розміщення музейної експозиції була надана в оренду вілла професора Мар'яна Панчишина, в якій він мешкав у 1925—1943 роках. Будівля є пам'яткою історії та архітектури початку XX століття, архітектор — Казимир Теодорович. Це характерний приклад львівської житлової архітектури 1920-х років. У 1960—1970-х роках тут містився відділ інституту прикладних наук математики АН УРСР та міський РАГС новонароджених дітей. Від 1986 року — художньо-меморіальний музей сакрального художника Антіна Манастирського, від 1990 року — музей історії медицини Галичини. 1992 року віллу передано в оренду Українському лікарському товариству у Львові для створення тут експозиції Музею історії медицини імені Мар'яна Панчишина. На фасаді будинку з нагоди створення музею встановлена меморіальна таблиця (скульптор Емануїл Мисько).
Після смерті Мар'яна Панчишина, з 1945 по 1957 роки, у будинку жив терапевт Тимофій Глухенький. Для затвердження прав на будинок він всиновив хлопчика, який з 1957 року, після переїзду родини до Києва, більше не фігурував в жодному особистому документі Глухенького. Окрім цього, професор здійснив низку неоднозначних майнових операцій, які детально описувала газета «Україна молода».
З 2009 року за права на будинок, у якому вже був розташований музей, судились нащадки Тимофія Глухенького — донька та онуки. У 2015 році Вищий спеціалізований суд України з розгляду цивільних і кримінальних справ остаточно залишив будівлю музею у власності громади Львова.